# Платонова академия
Платоновата академия или Академията на Платон, а също така и само Академията (на старогръцки: Ἀκαδημία), е древногръцка философска школа, основана през 387 пр.н.е. в Древна Атина от Платон, под чието име и става известна. Друг важен древногръцки философ, Аристотел, учи там в продължение на двадесет години (367 – 347 г. пр.н.е.), след което основава собствена Ликейска школа. Академията продължава да функционира по време на елинистическата епоха като школа на философи-скептици и е затворена след смъртта на Филон Лариски през 83 г. Платоновата академия е разрушена от римляните, предвождани от Луций Корнелий Сула през 86 г. пр.н.е..

## Учредяване
За нуждите на Платон и неговите ученици Кимон предоставя едно място извън Атина, оградено с висок зид и в което е разположена маслинена горичка в чест на Атина – древногръцката богиня на мъдростта и войната, която била покровителка и закрилница на учените и по чието име е наименувана школата – Академия от древногръцкото Хекадемия (Ἑκαδήμεια) (виж и Хеката).
В Древна Атина до мястото на Академията и обратно се организирали нощни факелни дионисиеви шествия.
Платон основава своята Академия след едно свое пътуване до Италия и Сицилия (виж и Сицилиански войни).

## Атински философски школи
Платоновата академия е първа, а след него своя основава Аркесилай полагайки началото на скептицизма, Карнеад е с третата академия, а Филон Лариски и Хармад с четвъртата.
Антиох от Аскалон в Палестина (около 130 г. пр.н.е. – 68 г. пр.н.е.) е основател на петата платонова академия, като Цицерон признава само две атински школи или академии – Стара на Платон и Нова на Аркесилай. 
Стари академици са много известни елини сред които Спевсип, Ксенократ от Халкидон, Полемон, Кратет Атински, а нови академици са – Аристотел, Хераклид Понтийски, Евдокс от Книд, Филип Мендейски, Крантор. Приема се, че Филон Лариски е последния класически платоник, преди възникването на неоплатонизма. По време на Първата Митридатова война, през 88 г. пр.н.е., Филон Лариски напуска Атина и се установява като бежанец в Рим, където той изглежда остава до смъртта си.  През 86 г. пр.н.е. Луций Корнелий Сула обсажда Атина и я превзема, като по всяка вероятност по това време се слага край на Платоновата академия. През 84 г. пр.н.е. Антиох от Аскалон пристига от Александрия в Атина да възстанови академията, но тя продължава дейността си на друго място – в залата на Птолемеите, където през 79/78 г. пр.н.е. се учи Цицерон.

## Последователи
Традициите на Платоновата академия продължават съществуването си през елинистичния период в историята на Гърция, включително по времето на Римска Гърция, като една скептична школа до времето на Филон Лариски (83 г. пр.н.е.). След смъртта на Филон Лариски, линията на Платон не се прекъсва, а напротив се продължава от многобройните философски атински школи до 410 г. когато е възстановена от Теодосий II, който 15 години след това основава в Константинопол и прословутата Магнаурска школа (приемана за първия съвременен университет).
Платоновата Академия е закрита от император Юстиниан Велики през 529 г., за да остане единствено Магнаурската школа за подготовка на управленския светски елит. Античната философска традиция на атинските философски школи се обгръща с булото на мистиката и се превръща в една от двете съставни части на средновековната схоластика.
Симпликий Киликийски от школата на неоплатониците се установява в Харан, близо до Едеса, където изгражда една академия в изгнание, а нейните възпитаници продължават дейността ѝ до 9 век. Друга от ранните средновековни платонически академии е Гондшапурската академия в Сасанидска Персия от 6 и началото на 7 век.